# Ulica Podskarbińska w Warszawie
Ulica Podskarbińska – ulica w warszawskiej dzielnicy Praga-Południe.

## Przebieg
Ulica rozpoczyna swój bieg na skrzyżowaniu z ulicą Grochowską, tuż obok parku Obwodu Praga AK. Następnie biegnie w kierunku północnym przecinając się kolejno z ulicami: Kobielską, Józefa Dwernickiego (od zachodu ulica ta nosi nazwę Stanisławowskiej), Wojciecha Chrzanowskiego (od zachodu ta ulica nosi nazwę Mińskiej), następnie po przejściu przez to skrzyżowanie staje się ulicą o żużlowej nawierzchni kończącej swój bieg przy torach kolejowych na Koziej Górce.

## Historia
W 1924 r. magistrat postanowił wybudować przy ulicy kolonię mieszkaniową dla bezrobotnych, w ramach której powstało osiedle baraków. Każdy posiadał 50 jednopokojowych mieszkań z wnęką kuchenną. W latach 30. XX wieku kolonia stała się zwykłym osiedlem mieszkaniowym. Zostało ono zniszczone podczas II wojny światowej.

## Ważniejsze obiekty
- Park Obwodu Praga AK
- główna siedziba Centrum Promocji Kultury (nr 2)
- dawne Kino 1 Maj (nr 4)
- Tor kolarski Nowe Dynasy (nr 11)
- Hala sportowa i stadion Robotniczego Klubu Sportowego „Orzeł” (nr 11 i 14)